# Třída Rade Končar
Třída Rade Končar je třída raketových člunů postavených ve druhé polovině 70. let pro Jugoslávské námořnictvo. Postaveno bylo celkem šest jednotek. Po rozpadu země čtyři získalo Černohorské námořnictvo a dva Chorvatské námořnictvo (do služby zařadilo pouze jeden).

## Pozadí vzniku
Raketové čluny této třídy byly stavěny v letech 1977–1979 v Kraljevici podle domácího projektu. Zapadaly do koncepce jugoslávského námořnictva, jehož hlavním úkolem byla obrana členitého pobřeží země před invazí. Postaveny byly jednotky Rade Končar, Vlado Cetkovič, Ramiz Sadiku, Hasan Zahirovič Laca, Jordan Nikolov Orce a Ante Banina.

## Konstrukce

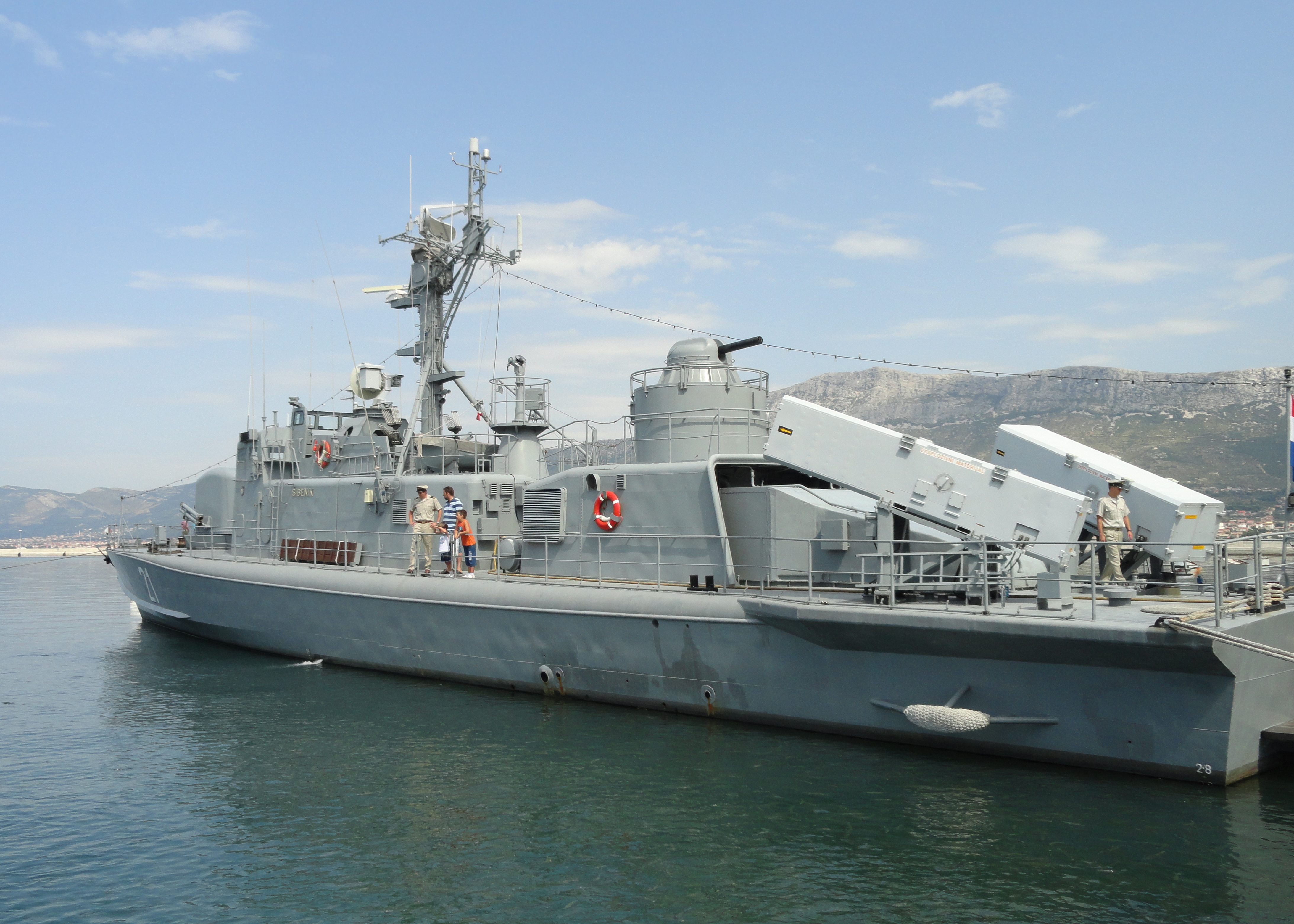
Šibenik

Výzbroj třídy Rade Končar tvoří dva 57mm kanóny Bofors L/70 Mk1 v jednodělových věžích na přídi a na zádi. Ty doplňují dva vypouštěcí kontejnery sovětských protilodních střel P-15 Termit.
Na počátku 90. let bylo plánováno čluny modernizovat, nahradit jednu z dělových věží ruským systémem blízké obrany AK-630 a zastaralé střely Termit vyměnit za švédské RBS-15. Chorvatské loděnice začaly s přestavbou první jednotky Vlado Cetkovič, načež vypukla občanská válka a modernizovaný člun zůstal ve službě nově vzniklého chorvatského námořnictva jako RTOP-21 Šibenik. Výzbroj Šibeniku tak odpovídá novější třídě Kralj. Hlavňovou výzbroj člunu tvoří jeden 57mm kanón Bofors L/70 Mk1 v dělové věži na přídi a jeden ruský obranný systém AK-630 v zadní části nástavby. K ničení lodí slouží švédské protilodní střely RBS-15.
Pohonný systém je koncepce CODAG. Ekonomickou plavbu zajišťují dva diesely MTU, přičemž v bojové situaci čluny pohání dvě plynové turbíny Rolls-Royce Proteus. Maximální rychlost dosahuje 40 uzlů.